# Junko Kanamori
Junko Kanamori (jap. 金森純子 Kanamori Junko; ur. 4 września 1974 w Suita, w Japonii) – japońska siatkarka grająca jako libero. Obecnie występuje w drużynie Okayama Seagulls.